# Fradamora
Fradamora es un caserío del municipio español de La Atalaya, perteneciente a la provincia de Salamanca, en la comunidad autónoma de Castilla y León.

## Historia
Hacia mediados del siglo XIX, el lugar, un caserío ya por entonces perteneciente a La Atalaya, tenía contabilizada una población de 12 habitantes. Aparece descrito en el octavo volumen del Diccionario geográfico-estadístico-histórico de España y sus posesiones de Ultramar de Pascual Madoz con las siguientes palabras:

FRADAMORA: cas. agregado al ayunt. de Atalaya en la prov. de Salamanca, part. jud. y dióc. de Ciudad-Rodrigo (3 leg.): sit. en un pequeño valle en terr. muy desigual con algun monte de encina. Tiene 3 casas y una igl. aneja del curato de Atalaya, cuyo vicario la sirve. El térm. confina al N. y E. con Serradilla del Arroyo; S. la Matriz, y O. Villaflor. El terreno es de regular calidad, la mayor parte de monte de encina, con cuya bellota se alimentan algunos cebones; le baña una pequeña rivera de E. á N., la que en el verano se seca. prod.: la mas abundante es trigo y centeno, algunos garbanzos y lino. pobl.: 3 vec., 12 almas. Paga anualmente de contribuciones 364 rs.
(Madoz, 1847, p. 154)